# Richard R. Schrock
Pour les articles homonymes, voir Schrock.
Richard Royce Schrock (4 janvier 1945 à Berne (Indiana), États-Unis) est un chimiste américain. Robert Grubbs, Yves Chauvin et lui sont colauréats du prix Nobel de chimie de 2005.

## Biographie
Après des études secondaires à Mission Bay High School (San Diego, Californie), Richard R. Schrock poursuit ses études supérieures à l'université de Californie à Riverside et passe son B.A. en 1967. Il obtient ensuite un Ph.D. sous la direction du professeur John A. Osborn à Harvard (1971).
Après un stage post-doctoral à l'université de Cambridge dans le laboratoire de Lord Jack Lewis (1971-1972), il est embauché chez DuPont à Wilmington dans le groupe de George Parshall. Il rejoint le Massachusetts Institute of Technology (MIT) en 1975, et devient professeur en 1980. Il occupe la chaire de chimie Frederick G. Keyes depuis 1989. Il est l'auteur de plus de 480 publications scientifiques.
Il est membre de la National Academy of Sciences depuis 1992 et de l'American Academy of Arts and Sciences depuis 1989.
En 2005, Schrock, Robert H. Grubbs et Yves Chauvin reçoivent le prix Nobel de chimie « pour le développement de la méthode de la métathèse en synthèse organique ». Schrock est le premier à déterminer la structure et les mécanismes intervenant au niveau du catalyseur lors de la méthatèse des oléfines. Ses travaux menés chez DuPont ont impliqué la synthèse d'alkylidènes de tantale, considérés comme étant des intermédiaires clés du cycle catalytique lors de la métathèse des oléfines.
Entré au MIT, il poursuit l'étude de divers complexes de molybdène, et démontre le rôle crucial joué par les metallacyclobutadiènes au cours de la métathèse des alcènes.

## Distinctions et récompenses
- ACS Award in Organometallic Chemistry (1985)[5]
- Harrison Howe Award of the Rochester ACS section (1990)[6]
- Alexander von Humboldt Award (1995)[7]
- ACS Award in Inorganic Chemistry (1996)[8]
- Bailar Medal from the University of Illinois (1998)[9]
- ACS Cope Scholar Award (2001)[10]
- RSC Sir Geoffrey Wilkinson Lecturer and Medalist (2002)[11]
- RSC Sir Edward Frankland Prize Lecturer (2004)[12]
- Prix Nobel de chimie (2005)[13]
- ACS F. Albert Cotton Award in Synthetic Inorganic Chemistry (2006)[14]
- Theodore Richards Medal from the Northeast ACS section (2006)[15]
- August Wilhelm von Hofmann Medal from the German Chemical Society (2005)
- Basolo Medal (2007)[16]
- Docteur honoris causa de l'université Rennes 1 (2009)[17]